# Curación (salud)

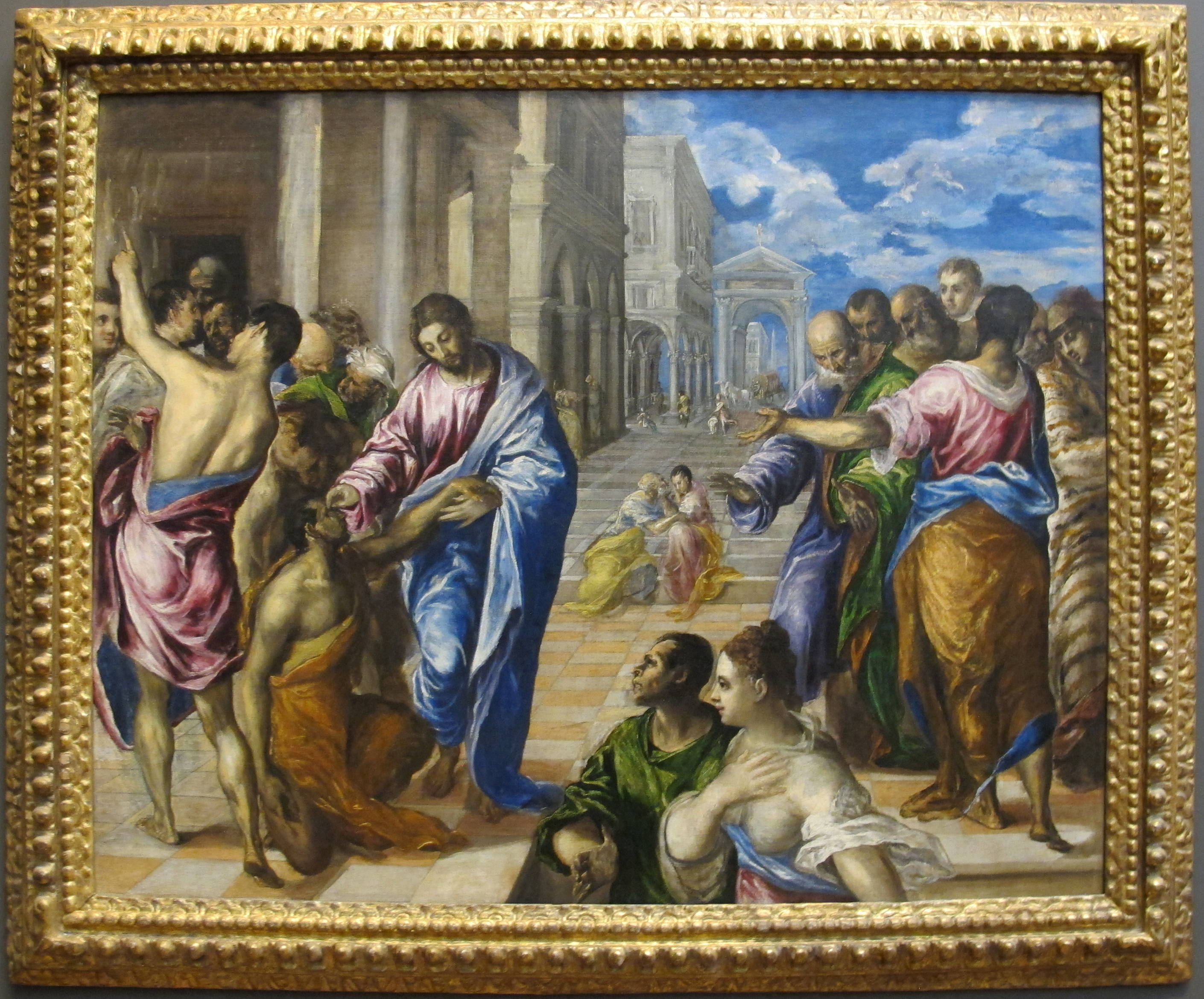
Cuadro de curación de Jesús a ciego

La curación es el proceso de restauración de la salud de un organismo desequilibrado, enfermo o dañado. 

La curación puede ser física o psicológica y no sin la recepción mutua de estas dos dimensiones de la salud humana.
 
Con respecto al daño físico o enfermedad padecida por un organismo, la curación implica la reparación de los tejidos vivos, órganos y del sistema biológico en su conjunto, y la reanudación del funcionamiento normal. 

Es el proceso por el cual las células del cuerpo se regeneran y reparan para reducir el tamaño de una zona dañada o necrótica y sustituirla por nuevo tejido vivo. La sustitución puede ocurrir de dos maneras: por regeneración en la que las células necróticas se sustituyen por nuevas células que forman el tejido similar al que estaba originalmente, o por reparación en la que el tejido dañado es reemplazado por tejido cicatricial. La mayoría de los órganos se curan usando una mezcla de ambos mecanismos.
En psiquiatría y psicología, la curación es el proceso por el cual la neurosis y la psicosis se resuelven en la medida en que el paciente es capaz de llevar una existencia normal o llena sin ser abrumada por los fenómenos psicopatológicos. Este proceso puede incluir psicoterapia, tratamiento farmacológico y enfoques espirituales cada vez más tradicionales.

## Regeneración
Capacidad  de  un  órgano  para  sustituir  tejidos  lesionados  o  perdidos.
Con el fin de curar una herida por regeneración, el tipo de célula que fue destruida debe ser capaz de replicarse. La mayoría de las células tienen esta capacidad, aunque se cree que las células del músculo cardíaco y las neuronas son dos excepciones importantes. 
Las células también necesitan un marco de colágeno junto con el cual crecer. Al lado de la mayoría de las células no hay ni una membrana basal o una red de colágeno hecha por fibroblastos que guiarán el crecimiento de las células. Dado que la isquemia y la mayoría de las toxinas no destruyen el colágeno, seguirá existiendo incluso cuando las células que la rodean estén muertas. 

### Ejemplo
La necrosis tubular aguda (NTA) en el riñón es un caso en el que las células se curan completamente por regeneración. La NTA se produce cuando las células epiteliales de la línea de riñón son destruidas, ya sea por una falta de oxígeno (como en un shock hipovolémico, cuando el suministro de sangre a los riñones se reduce dramáticamente), o por las toxinas (tales como algunos antibióticos, metales pesados o tetracloruro de carbono).
Aunque muchas de estas células epiteliales están muertas, hay necrosis normalmente irregular, lo que significa que hay parches de células epiteliales aún con vida. Además, el marco de colágeno de los túbulos permanece intacto. 
Las células epiteliales existentes pueden replicar, y, utilizando la membrana basal como una guía, posteriormente, ofrecerá el riñón a la normalidad. Después de que la regeneración es completa, el daño es indetectable, incluso con el microscopio.

## Cicatrización
La curación debe pasar por una reparación en el caso de daño a las células que no son capaces de regenerarse (por ejemplo, el músculo cardiaco o las neuronas). Además, los daños a la red de colágeno (por ejemplo, las enzimas o destrucción física), o su colapso total (como puede ocurrir en un infarto) causa la curación que tendrá lugar mediante la reparación. 
La cicatrización es un proceso de reparo o regeneración de un tejido alterado, dando cómo resultado final la formación de un tejido cicatrizal o un tejido igual al existente previo a la injuria.
Poco después de la lesión, se desencadena una cicatrización. Esta cascada toma lugar en cuatro fases: la de coagulación, la inflamatoria, la proliferativa, y la de maduración.

### Fase de coagulación
La curación de una herida comienza con la formación de coágulos para detener la hemorragia y para reducir la infección por bacterias, virus y hongos. La coagulación es seguida por la invasión de neutrófilos de tres a 24 horas después de que la herida ha sido incurrida, con la mitosis en las células epiteliales a partir después de 24 a 48 horas.

### Fase inflamatoria
En la fase inflamatoria, los macrófagos y otras células fagocíticas matan a las bacterias, desbridando tejido dañado y liberando factores químicos, como hormonas de crecimiento que estimulan los fibroblastos, las células epiteliales y las células endoteliales que forman nuevos capilares a emigrar a la zona y separarse.

### Fase proliferativa
En la fase proliferativa, el tejido granular inmaduro contiene grandes formas de fibroblastos activos. Los fibroblastos producen rápidamente abundante colágeno tipo III, que llena el defecto dejado por una herida abierta. El tejido granular se mueve, como una onda, desde el borde de la herida hacia el centro. 
Como el tejido granular madura, los fibroblastos producen menos colágeno y se vuelven más delgados en apariencia. Empiezan a producir el tipo más fuerte de colágeno I. Algunos de los fibroblastos maduros en los miofibroblastos que contienen el mismo tipo de actina encontrado en el músculo liso, les permite contraerse y reducir el tamaño de la herida.

### Fase de maduración
Durante la fase de maduración de cicatrización, los vasos innecesarios formados en el tejido granular son removidos por apoptosis, y el colágeno tipo III es en gran parte reemplazado por colágeno tipo I. El colágeno que estaba originalmente desorganizado es enlazado y alineado a lo largo de las líneas de tensión. Esta fase puede durar un año o más. En última instancia una cicatriz hecha de colágeno, contiene un pequeño número restante de fibroblastos.